# Fissimentum desiccatum
Fissimentum desiccatum är en tvåvingeart som beskrevs av Peter Scott Cranston och Ulrike Nolte 1996. Fissimentum desiccatum ingår i släktet Fissimentum och familjen fjädermyggor. Inga underarter finns listade i Catalogue of Life.